# John Martyn

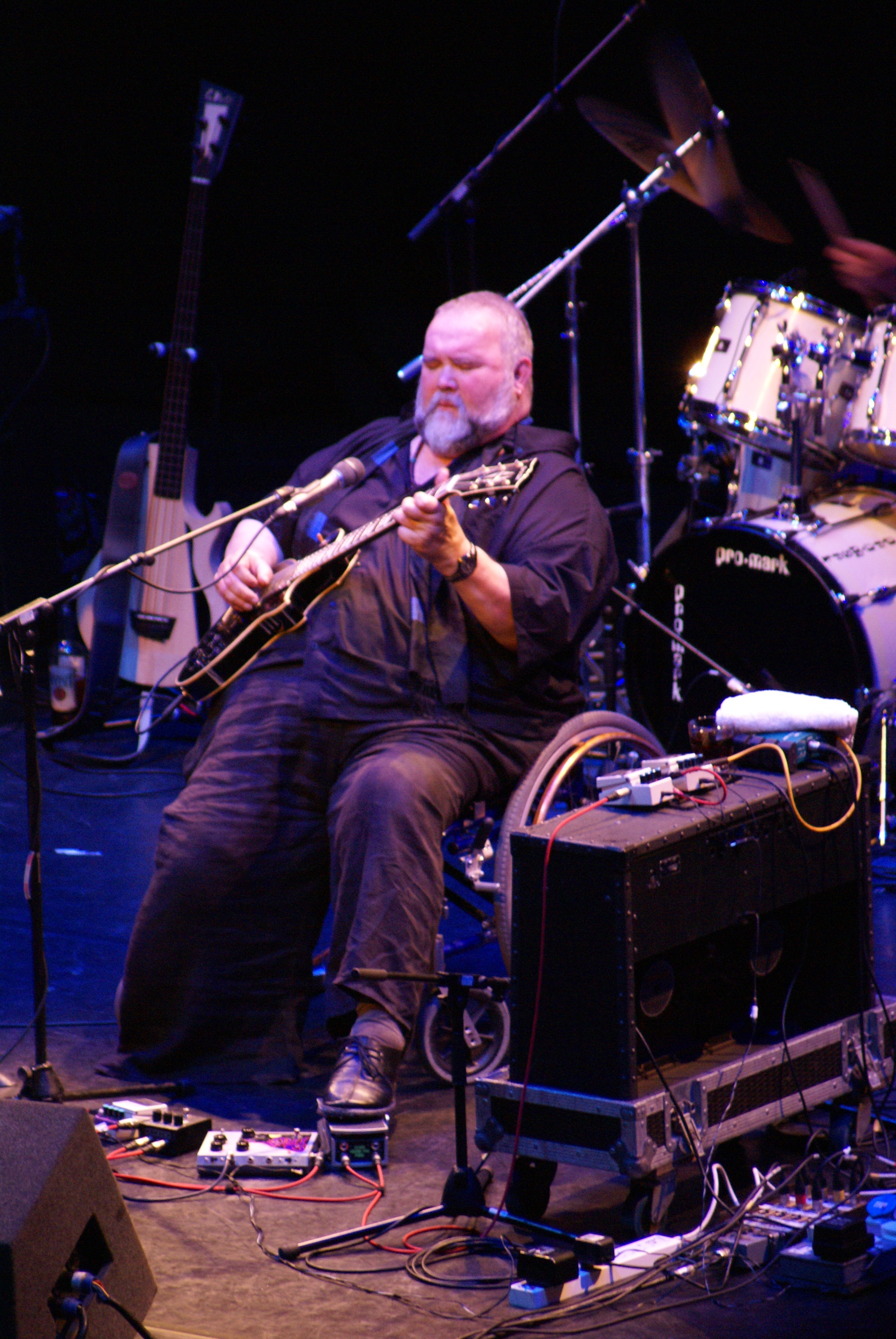
John Martyn in London (2008)

John Martyn OBE (* 11. September 1948 als Iain David McGeachy in New Malden, Surrey; † 29. Januar 2009 in Thomastown, County Kilkenny, Irland) war ein britischer Musiker. Er vereinigte in seiner Musik verschiedene Stilarten zu einem neuen Ganzen, er war „ein elektrisierender Gitarrist und Sänger, dessen Musik die Grenzen zwischen Folk, Jazz, Rock und Blues verschwimmen ließ.“

## Jugend
John Martyn, ein Einzelkind, verbrachte seine frühe Kindheit in London. Martyns Eltern, beide Opernsänger, ließen sich scheiden, als er fünf Jahre alt war, und er zog zu seiner Großmutter nach Glasgow. Mit 15 Jahren begann er Gitarre zu spielen, zunächst unter der Anleitung von Hamish Imlach, einem traditionellen schottischen Sänger, bei dessen Shows er als Gastmusiker auftrat. Mit 17 begann er mit Soloauftritten in Schottland, ein Jahr später zog er nach London, wo er in Folk-Clubs auftrat.

## Frühe Karriere
1967 bekam Martyn einen Vertrag bei Island Records und nahm seine erste Platte London Conversation auf, seine zweite Platte The Tumbler aus dem Jahr 1968 wurde von Al Stewart produziert. Seine Musik war zu dieser Zeit sehr von Davey Graham beeinflusst, der eine Mischung von Jazz, Folk, Blues und verschiedenen anderen Musikrichtungen spielte. Er beschäftigte sich jedoch zunehmend mit irischer und indischer Musik sowie mit dem späten John Coltrane und begann mit Experimenten auf der elektrischen Gitarre.
1969 lernte er die Sängerin Beverly Kutner kennen, die beiden heirateten. Sie traten zusammen auf und nahmen 1970 ihre erste gemeinsame Platte auf, Stormbringer. Martyn suchte weiterhin einen eigenen Gitarrenstil und führte auf Stormbringer das Echoplex ein, ein analoges Delay, das in seiner weiteren Karriere vor allem in den 1970ern ein Markenzeichen seiner Musik wurde. Martyn adoptierte Wesley, den zweijährigen Sohn Beverlys, und 1971 wurde ihre Tochter Mhairi geboren.
Schon bei der Veröffentlichung ihres zweiten Albums The Road to Ruin 1970 wurde klar, dass ihre musikalischen Ziele nicht übereinstimmten. John war mit konventioneller Musik nicht zufrieden und suchte nach einem freieren Stil abseits des Mainstream.

## Die 1970er
Sein nächstes Soloalbum, Bless The Weather aus dem Jahr 1971, wurde in drei Tagen im Studio aufgenommen. Viele der Songs zeigen die typische Spielweise Martyns, die perkussive Spielelemente und Zupftechniken der akustischen Gitarre mit einem Gesang verbinden, der eher einem Instrument als einer Stimme gleicht. Auf diesem Album spielte der Kontrabassist Danny Thompson das erste Mal mit Martyn zusammen, der ihn während seiner gesamten Karriere immer wieder begleiten sollte. Martyn experimentierte auf diesem Album mit Tape-Loops, ein Effekt, den er auch später noch lange einsetzte.

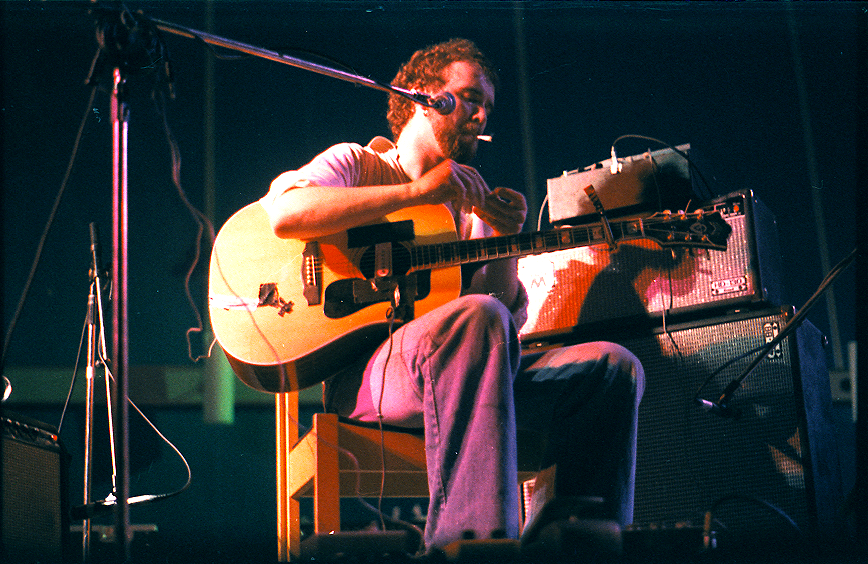
„Solid Air“, 1978

Das Album Solid Air aus dem Jahr 1973 setzte den begonnenen Kurs fort, wenn auch die Stimmung insgesamt düsterer war als die des vorhergehenden Albums. Typisch für diese Stimmung ist der Song Solid Air, der seinem kurz darauf verstorbenen Freund Nick Drake gewidmet war. Ein Gegenpol zu dieser Stimmung ist May You Never, das später von Eric Clapton auf dessen Album Slowhand gecovert wurde. Zusammen mit Bless the Weather gilt Solid Air als das Meisterstück Martyns.
Mit dem nächsten Album, Inside Out von 1973, begann Martyn, die vorher verfolgte Linie schöner Melodien und Klänge zu verlassen. Seine Musik wurde wütender und rauer, die Stimme immer mehr als Instrument eingesetzt. Martyn begründete diesen Wechsel damit, dass er eigentlich keine so nette Person sei, und wandte sich bewusst vom Image des „netten Jungen“ ab: „I’m not really that nice, and I very consciously turned away from all that.“ Er setzte vermehrt Effektgeräte zusammen mit seiner Stahlsaitengitarre ein, und wechselte zwischen Soloauftritten und dem Zusammenspiel mit Danny Thompson ab. 1974 nahm er das 1975 veröffentlichte Album Sunday’s Child auf, danach wurde es in Bezug auf Veröffentlichungen drei Jahre still um ihn.
In dieser Zeit tourte er viel und versuchte, ein selbstproduziertes Live-Album von zu Hause zu vertreiben, das von Island Records nicht angenommen worden war. 1976 nahm er eine Auszeit, unter anderem auch, um seine zunehmenden Alkohol- und Drogenprobleme zu kurieren und verbrachte vier Monate auf Jamaika. Nach seiner Rückkehr 1977 veröffentlichte er das Album One World, ein fast minimalistisches, jazziges Album, auf dem seine Stimme einmal mehr eher als Instrument denn als Gesang eingesetzt wurde und bei dem Steve Winwood mitwirkte. Die Musik dieses Albums ging einen Schritt zurück auf die nicht so raue und wütende Seite, eine Entwicklung, die er mit seinem Album Grace and Danger aus dem Jahr 1980 komplett zurücknahm. Das Album war die Verarbeitung seiner schmerzlichen Scheidung von Beverly, eine wütende Widerspiegelung der Auseinandersetzung mit der Trennung. Aus dieser dunklen Stimmung ragt der Song Sweet Little Mystery heraus, ein leichtes, ohrwurmartiges Lied, das an die Stimmung der beiden Alben Bless The Weather und Solid Air anknüpft. Phil Collins, der sich in dieser Zeit ebenfalls von seiner Frau trennte, wirkte an dem Album mit. Martyn begann wieder stark zu trinken: „You name it, I soaked myself in it…it was a dark period in my life.“ Martyn spielte kaum noch akustische Gitarre, sondern fast ausschließlich elektrisch, was viele seiner altgedienten Fans verstörte.

## 1980 bis 1990
Collins produzierte Martyn, der Island Records 1980 für einen Vertrag bei Warner Brothers verlassen hatte. Sie veröffentlichten 1981 das Album Glorious Fool, auf dem Collins erneut Schlagzeug und Eric Clapton in einem Song Gitarre spielte. Das Album war kommerziell recht erfolgreich und erreichte Platz 25 in den Charts. Das nachfolgende 1982er Album Well Kept Secret war sehr Pop-orientiert und erneut sehr erfolgreich (Top 20).
Martyn zog nach Schottland und heiratete Annie Furlong. 1983 gab er – zu dieser Zeit ohne Plattenvertrag – das Live-Album Philentrophy auf seinem eigenen Musiklabel Body Swerve heraus, das auf einer Reihe von Auftritten in den Jahren 1982 und 1983 aufgenommen wurde und die charakteristische Spielweise und den Gesang John Martyns einfingen. Die Produktion des im nächsten Jahr herausgegebenen Albums Sapphire war wegen Missverständnissen zwischen Martyn und dem Produzenten sehr schwierig.
In den nächsten Jahren erschienen einige Kompilationen von Island Records, bei dem Martyn wieder unter Vertrag stand, und 1986 das Album Piece by Piece, auf dem er erneut mit dem Einsatz seiner Stimme experimentierte. Sein nächstes Album, das 1987 erschienene, live aufgenommene Foundations, zeigte Martyn wieder mehr in altem Stil, indem er neben drei neuen Songs einige seiner älteren Favoriten wie May You Never überarbeitete.

## 1990 bis 2000
Nachdem sein Entwurf für ein neues Album 1988 von Island Records abgelehnt worden war, verließ er das Label und unterschrieb nach zwei Jahren mit einer Reihe von Auftritten einen Vertrag bei Permanent Records. Hier erschien 1990 The Apprentice. Neben dem mittlerweile bei Martyn üblichen Einsatz der elektrischen Gitarre, dem Einsatz von Synthesizern und Ausflügen in den Disco-Beat griff er in dem Stück Patterns in the Rain nach langer Zeit wieder zur akustischen Gitarre. Auf dem nächsten Album Cooltide von 1991 verzichtete er weitgehend auf den Einsatz von Synthesizern. 1992 erschien BBC Radio 1 Live in Concert, ein Live-Mitschnitt eines Konzerts in Glastonbury aus dem Jahr 1986. Das Album erhielt gute Kritiken, es zeigte Martyns Fähigkeiten als exzellenter Gitarrist und seinen souveränen Umgang mit Effektgeräten.
Im selben Jahr brachte Permanent Records gegen den Willen von Martyn das Album Couldn’t Love You More heraus, das Martyn als überproduziert bezeichnete, und dem er im nächsten Jahr das Album No Little Boy entgegensetzte – mit den gleichen Titeln, aber vollständig unter der Regie von Martyn produziert. Infolge des damit verbundenen Streits verließ Martyn das Label.
In den nächsten Jahren erschienen einige weitere Kompilationen – darunter die Island Anthology von 1994, die einen großen Teil seiner Karriere abdeckt – und Live-Aufnahmen, bei denen unter anderem David Gilmour von Pink Floyd mitwirkte. Martyn schlug sich mit seiner Gesundheit, dem Tod seiner Frau Annie und anderen Problemen herum, so dass er erst 1996 sein nächstes Album mit neuem Material herausbrachte. Musikalisch ging er neue Wege und verwendete Samples und Trip-Hop-Stilelemente. Als Gastmusiker traten Phil Collins und John Giblin auf. Auch sein nächstes Album, The Church with One Bell von 1998, war ungewöhnlich für ihn, da es nur Coverversionen von Liedern anderer Künstler enthielt. Martyn prägte den Stücken jedoch seine unverwechselbare Handschrift auf, und das Album war vor allem in den USA ein Erfolg: Martyn konnte die neben seiner bisherigen Wohnung gelegene namensgebende Kirche kaufen, in der er seitdem mit seiner Partnerin Teresa Walsh lebte.

## Die letzten Jahre
Auf Anregung von Phil Collins änderte Martyn seine Herangehensweise an das Schreiben von neuen Stücken. Er lernte Keyboard und benutzte dieses Instrument anstatt seiner Gitarre zum Komponieren. Im Jahr 2000 veröffentlichte er das so erarbeitete Album Glasgow Walker, das eine Reihe von melancholischen und sanften Stücken enthält und von den Kritikern gut aufgenommen wurde.
In den nächsten Jahren wurde eine ganze Reihe von Konzertmitschnitten und Kompilationen veröffentlicht. Martyn kämpfte in dieser Zeit mit gesundheitlichen Problemen, und im Jahr 2003 wurde ihm wegen einer Zyste ein Bein amputiert, so dass er nur noch im Rollstuhl auftreten konnte. Erst 2004 kam mit On the Cobbles ein Album mit neuem Material heraus, das in verschiedenen Studios vorwiegend mit akustischen Instrumenten aufgenommen wurde. Abgesehen von einer Reihe weiterer Zusammenstellungen und Live-Mitschnitten blieb dies John Martyns letztes Album zu Lebzeiten. Vor seinem Tod hatte er mit den Arbeiten an einem neuen Album begonnen. Es wurde nach seinem Tod von beteiligten Musikern fertiggestellt und erschien 2011 unter dem Titel „Heaven and Earth“.
Im Dezember 2008 wurde Martyn durch Königin Elisabeth II. zum Officer of the Order of the British Empire ernannt. Er verstarb im Januar 2009 im Alter von 60 Jahren durch eine doppelseitige Lungenentzündung in einem Krankenhaus in Irland.

## Diskografie
- London Conversation (1967)
- The Tumbler (1968)
- Stormbringer! (mit Beverley Martyn) (1970)
- The Road to Ruin (mit Beverley Martyn) (1970)
- Bless the Weather (1971)
- Solid Air (1973)
- Inside Out (1973)
- Sunday’s Child (1975) (mit Danny Thompson und Liam Genockey)
- Live at Leeds (1975) (mit Danny Thompson und John Stevens)
- One World (1977)
- Grace & Danger (1980)
- Glorious Fool (1981)
- Well Kept Secret (1982)
- Philentropy (1983)
- Sapphire (1984)
- Piece by Piece (1986)
- Foundations (1987)
- The Apprentice (1990)
- Cooltide (1991)
- BBC Radio 1 Live in Concert (1992)
- Couldn’t Love You More (1992)
- No Little Boy (1993)
- Live (2CD), aka Dirty Down & Live and Classics Live (1995)
- And. (1996)
- The Church with One Bell (1998)
- Glasgow Walker (2000)
- On the Cobbles (2004)
- Heaven and Earth (2011)
- The Smiling Stranger in Bremen. Live at Schauburg 1983 (2023)
- Live at Rockpalast (2024)

### Zusammenstellungen
- Sweet Little Mysteries – The Island Anthology (1994)
- Ain’t No Saint (2008)
- May You Never – The Very Best of John Martyn (2009)
- The Island Years (2013)
- Head and Heart – The Acoustic John Martyn (2017)